# Hexatoma (Eriocera) terryi
Hexatoma (Eriocera) terryi is een tweevleugelige uit de familie steltmuggen (Limoniidae). De soort komt voor in het Oriëntaals gebied.